# Радіч
Радіч — річка в Україні, в Звягельському району Житомирської області. Права притока Случі (басейн Дніпра).

## Опис
Довжина річки 13 км. Площа басейну 28,5 км².

## Розташування
Бере початок на південній стороні від Вересівки. Тече переважно на північний захід  через Радичі і на південно-східній околиці Вербівки впадає в річку Случ, праву притоку Горині. 
Річку перетинає автомобільна дорога Р49. У долині річки розташований Іванівський гідрологічний заказник.

## Цікавий факт
На лівому березі річки між селом Могильня та слободою Вершниця знаходиться біла глина, позначена на мапі триверстовки топографічним знаком фарфору (кінець IXX століття).